# Tuah Indrapura
Tuah Indrapura is een bestuurslaag in het regentschap Siak van de provincie Riau, Indonesië. Tuah Indrapura telt 2398 inwoners (volkstelling 2010).